# Hervé Guiraud (rugby à XIII)
Pour les articles homonymes, voir Hervé Guiraud et Guiraud.
Pas d'image ? Cliquez ici

a Compétitions nationales et continentales officielles uniquement.

b Matchs officiels uniquement.
Hervé Guiraud, né le 2 décembre 1952 à Escales et mort le 4 avril 2012 à Perpignan, est un joueur de rugby à XIII dans les années 1970 et 1980, devenu consultant sportif et dirigeant.
Natif de Limoux, c'est avec le club de Limoux qu'il se forme au rugby à XIII. En 1979, il rejoint Lézignan puis Carcassonne avant de revenir à Limoux. Fort de ses performances en club en rugby à XIII, il est sélectionné à treize reprises en équipe de France entre 1980 et 1983.
Il est également de 1994 à 2000 co-directeur des équipes de France avec Roger Palisses, et devient consultant pour la chaîne Pathé Sport pour les retransmissions des matchs télévisés. Enfin, il rejoint le comité directeur de la Fédération française de rugby à XIII et  en devient le secrétaire général sous la présidence de Nicolas Larrat. 
Entre-temps, il a tenu douze années la présidence du club de Limoux.

## Biographie
« Demi de mêlée de talent », « animateur hors pair », il est considéré également comme un « Chef d'entreprise reconnu » dans le milieu du rugby à XIII.

## Palmarès
- Collectif :
  - Vainqueur de la Coupe d'Europe des nations : 1981 (France).